# Daniel Rydén
Olof Daniel Rydén, född 1 juli 1955, är en svensk journalist och författare.
Han började på Sydsvenska Dagbladet år 1980 med att skriva om musik, och han arbetade sedan för tidningen till 2022. Bland annat var han en tid på tidningens redaktion i Stockholm och som korrespondent Berlin. Han har även haft rollen som mer generell "Europabevakare" och de sista åren var han vetenskapsreporter, vilket kom att sammanfalla med Covid-19-pandemin. Parallellt med arbetet på Sydsvenskan har han arbetat för Historiska media och skrivit flera populärhistoriska böcker.